# Климчак, Жан-Бастьен
Жан-Бастьен Климчак (фр. Jean-Bastien Klimczak; 6 ноября 1989, Вийёрбан) — сен-мартенский футболист, игрок сборной Сен-Мартена.

## Биография
Уроженец французского города Вийёрбан, Климчак начинал играть в футбол за любительский клуб «Рона Валле» в шестом дивизионе Франции. Сезон 2011/12 он провёл на Сен-Мартене — заморском сообществе Франции в Карибском море, где выступал за местный «Ювентус». Спустя год вернулся во Францию, где продолжил выступать на любительском уровне: был игроком клуба «Анси», с которым проделал путь из седьмого дивизиона Франции в пятый, позже выступал за «Крюзей». В 2018 году вновь переехал на Карибские острова, где провёл сезон в гваделупском клубе «Сен-Клод», а затем продолжил играть в чемпионате Сен-Мартена за местные «Феникс» и «Жюниор Стар». 16 апреля 2022 года сыграл в матче Карибского клубного кубка против пуэрто-риканского «Баямона».
13 февраля 2022 года Климчак дебютировал за сборную Сен-Мартена в товарищеском матче против сборной Ангильи (1:2). В марте того же года сыграл в товарищеском матче против Багамских Островов (2:0).